# ألكسندر شور
ألكسندر شور (بالألمانية: Alexander Schur) هو لاعب كرة قدم ألماني في مركز الوسط، ولد في 23 يوليو 1971 في فرانكفورت في ألمانيا. لعب مع آينتراخت فرانكفورت وإف إس في فرانكفورت وروت-فايس فرانكفورت.

## وصلات خارجية
- ألكسندر شور على موقع قاعدة بيانات كرة القدم.إي يو (الإنجليزية)
- ألكسندر شور على موقع عالم كرة القدم.نت (الإنجليزية)